# زیردریایی یو-۲۸۰
زیردریایی یو-۲۸۰ (به انگلیسی: German submarine U-280) یک زیردریایی بود که طول آن ۶۷٫۱ متر (۲۲۰ فوت ۲ اینچ) بود. این زیردریایی در سال ۱۹۴۳ ساخته شد.